# Eruzione di tipo freatico
Un'eruzione di tipo freatico, chiamata anche esplosione freatica o eruzione ultravulcaniana, si verifica quando il magma riscalda terra o acque di superficie. La temperatura estrema del magma (da 500 a 1.170 °C) provoca l'evaporazione quasi istantanea dell'acqua in vapore, con conseguente esplosione di vapore, acqua, cenere, roccia e bombe vulcaniche. A monte Sant'Elena, centinaia di esplosioni di vapore precedettero l'eruzione pliniana del 1980 del vulcano. Un meno intenso evento geotermico può causare un vulcano di fango. Nel 1949, Thomas Jaggar descrisse questo tipo di attività come un'eruzione "ad esplosione di vapore".

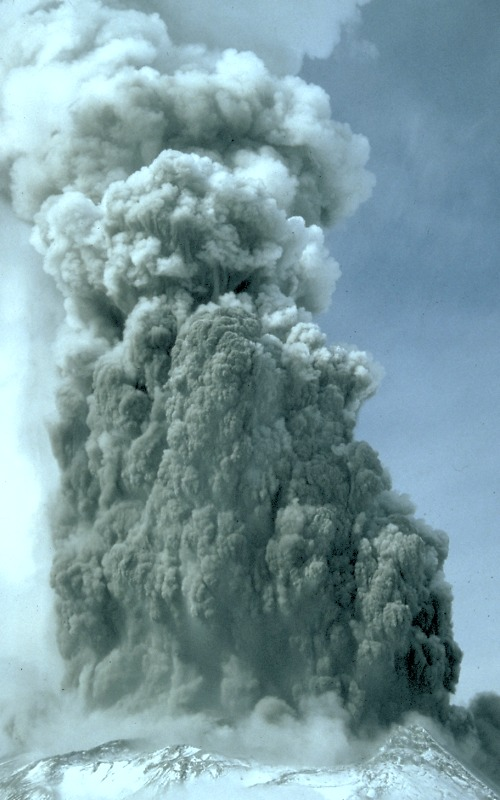
Eruzione di tipo freatico sulla sommità del Monte Sant'Elena a Washington, nella primavera del 1980.

Le eruzioni freatiche includono tipicamente vapore e frammenti di roccia, la presenza di lava è insolita. La temperatura dei frammenti può variare da fredda a incandescente. Se è presente del materiale fuso, il termine freato-magmatica può essere utilizzato. Queste eruzioni occasionalmente creano ampi crateri, bassorilievi chiamati Maar. Le esplosioni freatiche possono essere accompagnate da anidride carbonica o dalle emissioni di gas di idrogeno solforato. Il primo può asfissiare in concentrazione sufficiente, il secondo è un veleno ad ampio spettro. Un'eruzione freatica del 1979 sull'isola di Giava ha ucciso 140 persone, la maggior parte delle quali sono state sopraffatte dai gas velenosi.
Le eruzioni freatiche sono classificate come eruzioni vulcaniche perché un'eruzione freatica potrebbe portare materiale juvenile in superficie.
Si ritiene che l'eruzione del 1883 del Krakatoa, che cancellò la maggior parte dell'isola vulcanica e creò il suono più forte registrato nella storia, sia stata un evento freatico. Kilauea, nelle Hawaii, ha una lunga storia di esplosioni freatiche. Un'eruzione freatica nel 1924 scagliò rocce stimate in otto tonnellate fino ad una distanza di un chilometro. Altri esempi sono l'eruzione durata dal 1963 al 1965 di Surtsey, l'eruzione del 1965 del vulcano Taal e l'eruzione del 1982 del monte Tarumae.